# Cocconia astrocaryi
Cocconia astrocaryi är en svampart som först beskrevs av Jean François Montagne, och fick sitt nu gällande namn av Pier Andrea Saccardo 1889. Cocconia astrocaryi ingår i släktet Cocconia och familjen Parmulariaceae.   Inga underarter finns listade i Catalogue of Life.